# Cattedrale di San Nicola (Novo mesto)
La cattedrale di San Nicola (in sloveno Stolnica svetega Nikolaja) è l'unica cattedrale presente a Novo mesto. La chiesa in pietra si trova su una collina sopra il fiume Krka. Fino al 7 aprile 2006, quando è stata istituita la diocesi di Novo mesto, era una chiesa capitolare. Si distingue per una combinazione di architettura gotica e barocca e un asse longitudinale spezzato, dal momento che il presbiterio è superiore alla navata.

## Storia

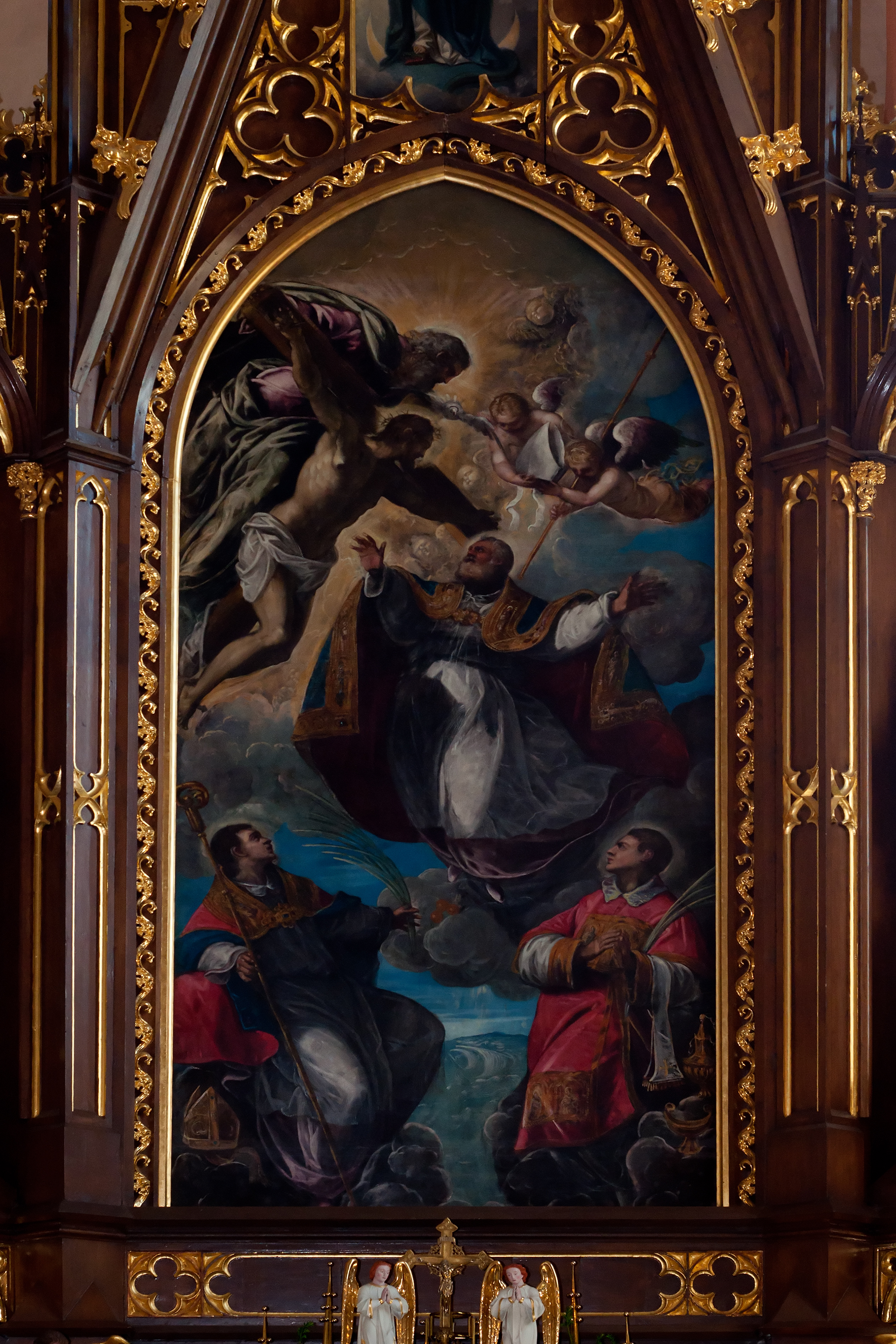
La visione di San Nicola del Tintoretto (1582)

La chiesa originaria fu menzionata per la prima volta nel 1428. Nel 1493, quando viene stabilito il capitolo, viene avviata una ricostruzione dell'edificio, durata fino al 1623. Nel 1576 la chiesa è stata danneggiata da un incendio e la sua ristrutturazione è stata finanziata dal prevosto Polidoro de Montagnana, che ordinò la costruzione di un nuovo altare maggiore e l'acquisto per esso del dipinto ad olio La visione di San Nicola (1582) del pittore manierista veneziano Tintoretto. Nel 1621 è stata realizzata la navata con archi barocchi e tre cappelle barocche su ogni lato. Nel corso del XIX secolo la chiesa ha acquisito elementi gotici. Nel 1860 è stato eretto un nuovo campanile poligonale sul lato ovest della chiesa. L'altare maggiore è stato rinnovato nel 1868 da Matija Tomc e nel 1901 il presbiterio è stato ornato da Matija Koželj.